# Lễ cưới (người Êđê)
Lễ cưới Êđê là một nghi lễ của dân tộc Êđê, Tây Nguyên, Việt Nam. Lễ hỏi - cưới theo chế độ mẫu hệ. Theo truyền thống đó, người con gái đi hỏi và cưới chồng, chủ động hoàn toàn về mọi phí tổn trong hôn nhân, con trai đi làm rể bên nhà vợ.

## Luật tục
Để đảm bảo duy trì hôn nhân hạnh phúc cho mọi gia đình, nếu có trường hợp vi phạm chế độ một vợ một chồng thì bị phạt rất nặng như phạt trâu, bò, chiêng, ché... tùy theo mức độ vi phạm và khả năng đáp ứng hình phạt của người vi phạm mà thường do già làng quyết định. 

## Lễ hỏi chồngNao Nuh
Trai gái tìm hiểu nhau, quyết định đi đến thành hôn thì trước tiên phải thông qua đám hỏi. Nhà gái chuẩn bị lễ hỏi gồm một chén rượu và một vòng đồng để cúng thần, sau đó cô gái cùng ông mối đến nhà trai. Nếu ở khác buôn thì những người đi hỏi mang theo cơm nếp với ý nghĩa để đôi trai gái gắn bó với nhau như cơm nếp.
ĐămĐêi (anh, em trai bên mẹ) cầm chiếc vòng đã được cúng thần để hỏi chàng trai, nếu chàng trai ưng thuận thì họ làm lễ trao vòng: Cô gái và chàng trai chạm tay vào chiếc vòng (đây là lời giao ước hôn thú). Từ đó coi như hai gia đình trở thành thông gia, mỗi gia đình cử ra Miết Ava (người đỡ đầu) của mình đại diện cho hai gia đình giúp đôi trai gái nên vợ nên chồng cũng như tham gia khuyên răn và hòa giải những bất hòa giữa hai gia đình.
Nếu trong trường hợp người con trai không đồng ý thì nhà trai làm một nghi lễ nhỏ mời nhà gái đến dự để tỏ lòng tôn trọng và duy trì sự hòa thuận với nhau. Theo quan niệm của người Êđê việc từ chối hôn lễ là từ chối hôn nhân của một dòng họ, ảnh hưởng và gây tổn thương rất lớn đến lòng tự trọng của không những một gia đình mà còn cả một dòng họ. Do đó cần thiết phải có sự thể hiện gắn bó đoàn kết của một cộng đồng dân tộc. Đây là một trong những nét đẹp văn hóa truyền thống của người Êđê.

## Thách cướiKnăm
Hai gia đình gặp nhau bàn việc thách cưới do nhà trai đưa ra, thường là thách cưới rất cao. Đồ thách cưới gồm trâu, bò, chiêng, ché và ngày nay có thể là vàng... Nếu nhà trai và nhà gái đồng ý, họ sẽ chọn ngày đưa cô gái về sống tại nhà chồng một thời gian để thử thách.
Nếu cô gái không trả nổi lễ vật thách cưới thì phải ở lại làm việc tại nhà chồng cho đến khi hết nợ mới có quyền rước chồng về nhà mình. Lúc này người con gái đó mới có quyền làm lễ gọi chồng. Trường hợp trả không hết nợ (thường là gái mồ côi) thì cô gái phải ở luôn bên nhà chồng. Đôi khi vì đồ thách cưới rất cao nên có trường hợp có con rồi mới làm lễ cưới.

## Lễ gọi chồng hay Lễ cướiYâu ung
Khi đã đủ đồ thách cưới, nhà gái sẽ trao cho nhà trai và xin cưới, tức là làm lễ gọi chồng. Ngoài đồ thách cưới, nhà gái còn mang sang nhà trai ba lễ vật bắt buộc để trả công cho mẹ chồng:
- 01 chén bằng đồng: Trả công ơn cho mẹ chồng đã tắm cho chồng lúc còn nhỏ bằng thau đồng.
- 08 vòng đồng: Tượng trưng 08 lễ cúng trong chu kỳ sống của một con người trước khi lập gia đình.
- 01 cái chăn: Trả cho mẹ chồng đã địu chồng lúc còn nhỏ

Ngoài ba lễ vật trên còn có nhiều vòng đồng để phát cho các thành viên của gia đình chồng. 

## Lễ rước rể
Nhà trai tiễn con bằng một ché rượu và một con heo. Trên đường về nhà gái, chú rể được tặng nhiều vòng đồng - coi đó là lời cam kết thủy chung và lời chúc tụng hạnh phúc (thường thường, trong khi rước rể, một tốp thanh niên tinh nghịch sẽ đón đường té nước vào chú rể để thay lời chúc phúc cho đôi bạn trẻ).
Trong nghi lễ, khi chủ nhà và khách đã yên vị, mọi người tiến hành lễ cúng cho mẹ chồng 01 ché rượu, 01 con heo.
Sau đó là lễ cúng tổ tiên gồm 05 ché rượu và 01 con heo. Một Đăm Đêi lấy máu con vật hiến sinh bôi lên chân đôi vợ chồng mới cưới, chúc cho hai người 2 miếng cơm với 3 sừng rượu. Vị trưởng họ nhà gái đại diện hai bên trao vòng đồng cho đôi vợ chồng trẻ chạm tay và nhắc nhở lòng chung thủy ở mỗi người. Khách dự lần lượt đi qua mặt hai vợ chồng chúc tụng và tặng quà.